# Johann Alexander Thiele

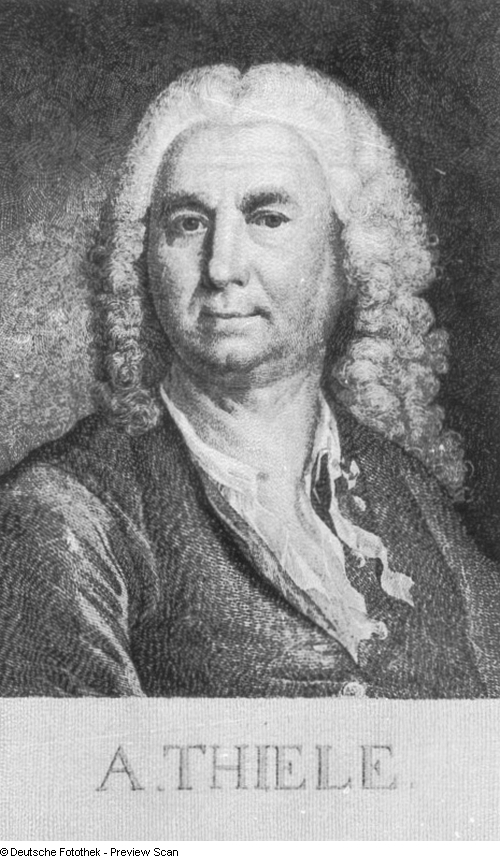
Johann Alexander Thiele, målad av Christian Gottlieb Geyser.

Johann Alexander Thiele, död den 26 mars 1685 i Erfurt, död den 22 maj 1752 i Dresden, var en tysk målare.
Thiele, som ursprungligen var boktryckare, var den förste tyske målsmannen för det under 1700-talet övade prospektmåleriet, vars huvudrepresentanter var i Nederländerna van Wittel, i Italien de båda Canaletto, i Frankrike Joseph Vernet. Thieles prospekt är naturtrogna och utmärks av landskaplig fägring, breda i föredraget och tunga i färgen. Han målade huvudsakligen utsikter från Sachsen, Thüringen och Mecklenburg på uppdrag av furstliga gynnare.